# 隼人加織
hayato kaori（はやと かおり、1984年6月22日 - ）は、日本の女性歌手。ビクターエンタテインメント所属。富山県高岡市出身。血液型はB型。身長は151cm。隼人族の末裔、日本と白人系ブラジル人の母を持つ。

## 略歴
大手レコード会社主催オーディションにて8000人の中から選ばれ、2001年にインディレーベル「YEEP」から、ORHA（オルハ）名義でデビュー。プロデューサーは、NOKKOの実兄。マキシシングル1枚発売後、アルバム『SEEK』『カナリア』をリリース。2008年、日伯友好100周年に合わせ1stアルバム『pluma』を制作。本名の隼人加織をアーティスト名にビクターエンタテインメント洋楽部よりメジャー・デビュー。その後、宮田茂樹をプロデューサーに『Lindas』（リオデジャネイロ現地レコーディング）を制作。ジョアン・ドナート、マルコス・ヴァーリ、マリオ・アジネー、セルソ・フォンセカ等が参加。その流れをくんで現地制作作された3rdアルバム『Joia』では、安藤裕子の『寂しがりやの言葉達』、大貫妙子の『メトロポリタン美術館』、浜田省吾のトリビュート・アルバム『from a distance』に収録された『夢にいざなえ』をカバー。2013年、隼人族所縁の地、鹿児島県霧島市へ移住し、第6代「霧島ふるさと大使」に就任。2016年横川警察署広報大使に就任。歌手活動の他、CM出演（北陸ネスク、田辺自動車、高岡自動車学校）、商品パッケージのデザイン（マル竹園製茶、ファイトフローラココアクッキー）やカメラマン、モデル、執筆、講演等の活動も行なっている。

## ディスコグラフィー

### シングル

#### インディーズ
| #  | タイトル                  | 作詞 | 作曲・編曲 |
| -- | ------------------------- | ---- | ---------- |
| 1. | 「SEEK」                  |      |            |
| 2. | 「APRIL FALL」            |      |            |
| 3. | 「BREATH」                |      |            |
| 4. | 「誕生日-acoustic ver.-」 |      |            |

| #  | タイトル           | 作詞 | 作曲・編曲 |
| -- | ------------------ | ---- | ---------- |
| 1. | 「カナリア」       |      |            |
| 2. | 「EVER RIVER」     |      |            |
| 3. | 「CHOCOLATE SOUL」 |      |            |
| 4. | 「誕生日」         |      |            |

#### メジャー
| 枚  | 発売日        | タイトル     | 規格品番   | 発売元           | 最高位 |
| --- | ------------- | ------------ | ---------- | ---------------- | ------ |
| 1st | 2013年4月24日 | 恋するレンズ | PCCG.70175 | ポニーキャニオン | 85位   |

### 配信限定
| 発売日                     | タイトル         | 発売元                     |
| -------------------------- | ---------------- | -------------------------- |
| 2008年2月6日 2013年3月26日 | 虹 〜arco iris〜 | ビクターエンタテインメント |

### アルバム
| 枚  | 発売日        | タイトル | 規格品番   | 発売元                     | 最高位 |
| --- | ------------- | -------- | ---------- | -------------------------- | ------ |
| 1st | 2008年3月26日 | pluma    | VICP-64059 | ビクターエンタテインメント |        |
| 2nd | 2009年10月7日 | Lindas   | VICP-64715 | ビクターエンタテインメント |        |
| 3rd | 2012年4月4日  | Joia     | CDR004     |                            |        |

## タイアップ
| 楽曲           | タイアップ                                                |
| -------------- | --------------------------------------------------------- |
| カナリア       | テレビ東京系『大調査!! なるほど日本人』エンディングテーマ |
| FATO CONSUMADO | 富山テレビ『Youドキッ!たいむ』テーマソング                |
| 恋するレンズ   | テレビアニメ『フォトカノ』オープニングテーマ              |

## 出演

### ラジオ番組
- NHK名古屋 夕べのひととき 金曜日
- Ginga Brasil（RADIO-i）
- オルハ的電波ジャック（ラジオたかおか）
- 隼人加織のEscola De Bossa（Love FM）[11]
- おはようきりしま、Flora da Bossa（FMきりしま）毎週木曜,金曜